# Вовчок тютюновий
Вовчок тютюновий (Orobanche mutelii) — вид квіткових рослин родини вовчкових (Orobanchaceae).

## Біоморфологічна характеристика
Це однорічний чи багаторічний голопаразит. Рослина заввишки 10–30 см. Суцвіття густе. Віночок 18–20 мм завдовжки.

## Поширення
Африка, Європа, Західна Азія.
В Україні вид росте на кам'янистих схилах і біля доріг — у Криму в передгір'ях та на Південному узбережжі Криму, зрідка; паразитує на коренях різних дикорослих та культурних рослин, особливо на тютюні.